# Burkhard Monien
Burkhard Monien (* 23. März 1943 in Lyck, Ostpreußen) ist ein deutscher Informatiker. 
Monien wurde 1969 an der Universität Hamburg promoviert. Danach arbeitete er weiter in Hamburg am Institut für angewandte Naturwissenschaften und Informatik. 1975 erhielt er eine Professur an der Universität Dortmund, seit 1977 war er ordentlicher Professor in Paderborn, wo er Informatik lehrte und Vorsitzender des Forschungsinstituts Paderborn Center for Parallel Computing (PC2) war. Er wurde am 30. April 2008 emeritiert.
1992 erhielt er zusammen mit Friedhelm Meyer auf der Heide den Leibnizpreis. Seit 1996 ist er Mitglied der Nordrhein-Westfälischen Akademie der Wissenschaften und der Künste und seit 2002 Mitglied in der acatech – Deutsche Akademie der Technikwissenschaften.